# Jitzchak Chaim Peretz

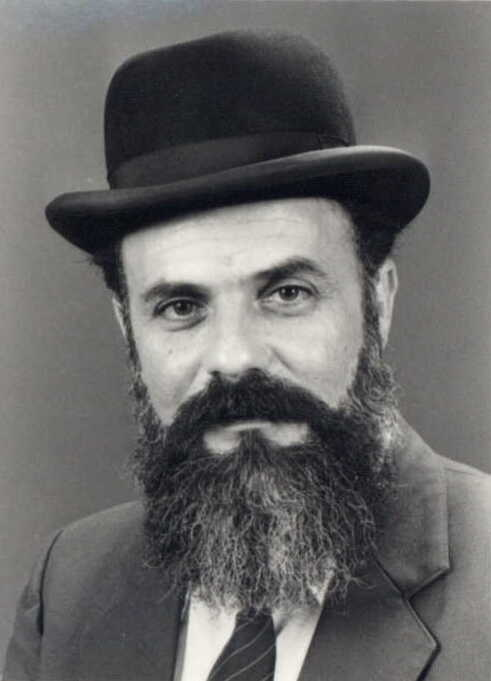
Rabbiner Jitzchak Chaim Peretz

Jitzchak Chaim Peretz (hebräisch יצחק חיים פרץ, * 26. März 1938 in Casablanca) ist ein ehemaliger israelischer Politiker der Schas-Partei und später der Jahadut HaTorah HaMeukhedet (Vereinigtes Thora-Judentum) Partei.

## Leben
Er studierte an Jeschiwot in Pardes Hana und Jerusalem und wurde Rabbiner. Er war Oberrabbiner von Ra’anana von 1962 bis 1984. Er war von 1984 bis 1987 Innenminister, von 1987 bis 1988 Minister ohne Geschäftsbereich, von 1988 bis 1992 Minister für Einwanderer-Integration.